# 伯納德·托米奇
伯納德·托米奇（英語：Bernard Tomic、1992年10月21日—）是一位澳洲男子職業網球運動員，單打排名最高17位。現時最好的單打成績是在2011年溫布頓網球錦標賽打進八強。
托米奇擅長跑位，擁有身高以及臂展上的優勢，球風亦類似于澳洲前男子世界排名第一的休伊特，被認為是澳洲男子網球未來的希望。

## 經歷
生於德國斯圖加特，其父亲为克羅埃西亞族，生于图兹拉，母亲为波士尼亞克族，生于布尔奇科，旅居德国期间生子。several years before his birth.在三歲的時候跟隨家人搬往澳洲昆士蘭省。之後開始接觸網球，在青年時代已經贏得橙碗。2008年擊敗中華台北楊宗樺奪得澳網青年組冠軍，之後勝出美網。2009年轉戰職業賽，在澳網已獲得外卡資格參戰，第一輪擊敗波蒂托·斯塔拉切，於第二輪被吉爾·穆勒淘汰。
接著在兩年內表現不見突出，只曾兩度勝出ATP挑戰賽。2011年在澳洲網球公開賽中，一鳴驚人晉級第三圈，面對世界排名第一的拉斐爾·拿度，結果以直落三盤淘汰，當中在第二盤一度領先4-0被對手反勝。
在溫網中，托米奇扮演巨人殺手的角色，首先擊敗種子球手迪維丹高，在第三圈更以直落三盤擊敗第五種子羅賓·索德林，接著晉級八強，在八強遇上了世界排名第一諾華克·祖高域，在激戰四盤後出局，世界排名急升至71名。
在2011年美國網球公開賽中獲得直接參戰資格，但於第二輪馬林·契利奇淘汰。
2013年，托米奇在悉尼公開賽中獲得了生涯首個巡迴賽冠軍。

## 外部連結
- 官方网站
- 伯納德·托米奇（英文/西班牙文）的官方資料
- 伯納德·托米奇的國際網球總會 職業／青少年 官方資料（英文）
- 伯納德·托米奇的官方資料（英文）
- Bernard Tomic – Player Profiles - Players and Rankings - News and Events - Tennis Australia（页面存档备份，存于）